# 1487 Boda
1487 Boda је астероид главног астероидног појаса. Приближан пречник астероида је 29,16 ,
а средња удаљеност астероида од Сунца износи 3,141 астрономских јединица (АЈ).
Инклинација (нагиб) орбите у односу на раван еклиптике је 2,466 степени, а орбитални период износи 2033,451 дана (5,567 година). Ексцентрицитет орбите астероида износи 0,117.
Апсолутна магнитуда астероида износи 10,60 а геометријски албедо 0,119.
Астероид је откривен 17. новембра 1938. године.